# Suangi
Suangi is een bestuurslaag in het regentschap Oost-Lombok van de provincie West-Nusa Tenggara, Indonesië. Suangi telt 8055 inwoners (volkstelling 2010).